# 2e cérémonie des Hong Kong Film Awards
La 2e cérémonie des Hong Kong Film Awards a eu lieu le 31 août 1983.

## Meilleur film
- Passeport pour l'enfer de Ann Hui
  - Lonely Fifteen (en) de David Lai
  - Coolie Killer (en) de Terry Tong
  - Prodigal Son de Sammo Hung
  - Nomad de Patrick Tam

## Meilleur réalisateur
- Ann Hui pour Passeport pour l'enfer
  - David Lai Dai-Wai pour Lonely Fifteen (en)
  - Patrick Tam pour Nomad
  - Choi Gai-Kwong pour Teenage Dreamers
  - Sammo Hung pour Prodigal Son

## Meilleur scénario
- Yau Tai On Ping (Passeport pour l'enfer)
  - Yau Kong-Kin, Chan Koon-Chung, Chan Wan-Man, Eddie Fong Ling-Ching, Patrick Tam et Kam Ping-Hing (Nomad)
  - Manfred Wong (Lonely Fifteen (en))
  - Lee Pik-Wah (Once Upon a Mirage (zh))
  - Li Han-Xiang (Tiger Killer)

## Meilleur acteur
- Karl Maka (Mad Mission)
- Sammo Hung (Carry on Pickpocket (zh))
  - Chan Wai-Man (zh-yue) (Crimson Street (en))
  - George Lam (Passeport pour l'enfer)
  - Leslie Cheung (Nomad)

## Meilleure actrice
- Lam Pik-Kei (en) (Lonely Fifteen (en))
  - Sylvia Chang (Mad Mission)
  - Cherie Chung (Eclipse)
  - Cora Miao (en) (Passeport pour l'enfer)
  - Ma Si-San (zh) (Passeport pour l'enfer)

## Meilleur nouvel espoir
- Ma Si-San (zh) (Passeport pour l'enfer)
  - Lam Pik-Kei (en) (Modèle:Lien-Lonely Fifteen)
  - Andy Lau (Passeport pour l'enfer)
  - Chow Sau-Lan (Teenage Dreamers)
  - Cecilia Yip (Nomad)
  - Pat Ha (zh-yue) (Nomad)
  - Irene Wan (Lonely Fifteen (en))
  - Irene Wan (Happy Sixteen (en))

## Meilleure photographie
- Arthur Wong (He Lives by Night)
  - Lai Sui-Ming et David Chung Chi-Man (Coolie Kiler (en))
  - Wong Chung-Biu (Nomad)
  - Tong Bo-Sang (Lonely Fifteen (en))
  - Arthur Wong (Life After Life)

## Meilleur montage
- Chow Kwok-Chung (He Lives by Night)
  - Kin Kin (Passeport pour l'enfer)
  - David Wu Dai-Wai (Coolie Killer (en))
  - Chow Kwok-Chung (Life After Life)
  - Mak Family Editing Group (Lonely Fifteen (en))

## Meilleure direction artistique
- Tony Au (en) (Passeport pour l'enfer)
  - William Chang (zh) (Nomad)
  - Wong Yui-Man (Life After Life)
  - Wong Yui-Man (He Lives by Night)
  - Yee Chung-Man et William Cheung Suk-Ping (It Takes Two)

## Meilleure chorégraphie d'action
- Sammo Hung Kam-Bo, Lam Ching-Ying, Yuen Biao et Billy Chan Wui-Ngai (Prodigal Son)
  - Jackie Chan, Corey Yuen Kwai et Fung Hak-On (Dragon Lord)
  - Corey Yuen Kwai et Mang Hoi (Ninja in the Dragon Den)
  - Liu Chia-liang, King Chue et Siu Hau (Legendary Weapons of China)
  - Yuen Woo-ping, Brandy Yuen Chun-Yeung et Yuen Sun-Yi, Yuen Cheung-Yan, Yuen Yat-Choh et Chiu Chung-Hing (Miracle Fighters)
  - Ma Yin-Tat (en), Poon Ching-Fuk (zh), Wong Seung-Hoi et Yu Hoi (Le Temple de Shaolin)

## Meilleure musique de film
- Chris Babida (en) (Pau Bei-Tat) (Life After Life)
  - Teddy Robin Kwan (Mad Mission)
  - Law Wing-Fai (Passeport pour l'enfer)
  - Chuk Hang-Him (Soul of the Wind)
  - Lam Man-Yi (Nomad)

## Meilleure chanson
- (de Mad Mission) ; Musique et paroles : Sam Hui ; Interprétation : Sam Hui
  - (de Happy Sixteen (en)) ; Musique : Chan Chau-Ha ; Paroles : Lam Chun-Keung (en) ; Interprétation : Lo Wan-Na
  - (de My Darling, My Goddess) ; Musique : Nip On-Tat ; Paroles : Peter Lai Bei-Tak ; Interprétation : Alan Tam
  - (de Till Death Do We Scare) ; Musique : Teddy Robin Kwan ; Paroles : Raymond Wong ; Interprétation : Alan Tam
  - (de Once Upon a Rainbow) ; Musique : Lam Man-Yi ; Paroles : Lam Man-Yi ; Interprétation : Lui On-Na